# Diana Wynyard
Diana Wynyard, nacida Dorothy Isabel Cox (Londres, 16 de enero de 1906-ibídem, 17 de mayo de 1964) fue una actriz británica de cine y teatro.
Tras cursar estudios primarios, se especializó en fonética. Ingresó como meritoria en el Teatro del Globo en 1925. En 1927 pasó al Repertory Theatre de Liverpool, donde permaneció dos años. De 1929 a 1931 trabajó en el St Martin's Theatre de Londres, donde obtuvo cierta fama.
En 1932 marchó de gira la los Estados Unidos, teniendo gran éxito en Broadway, especialmente con The Devil. En Hollywood intervino en varias películas, entre ellas Cabalgata (1933).
A su vuelta a Londres interpretó Pigmalión y Cándida, de Shaw. A partir de entonces trabajó como primera actriz con grandes figuras, como Ralph Richardson.
En 1948 fue invitada a actuar en el Memorial Festival de Stratford-upon-Avon, donde demostró ser una gran intérprete shakespeariana en El sueño de una noche de verano, Mucho ruido y pocas nueces y El mercader de Venecia. En 1955 hizo una gira por la Unión Soviética, interpretando a Ofelia en Hamlet.
En sus últimos años interpretó personajes de carácter en el cine.

## Premios y distinciones
Premios Óscar
| Año  | Categoría    | Película  | Resultado |
| ---- | ------------ | --------- | --------- |
| 1934 | Mejor actriz | Cabalgata | Nominada  |